# КК Баронс Кварталс
КК Баронс Кварталс (лет. Barons Kvartāls) је летонски кошаркашки клуб из Риге. У сезони 2013/14. такмичи се у Летонској кошаркашкој лиги и у Балтичкој лиги.

## Историја
КК Баронс је под тим називом основан 2001. године, али се његовом претечом сматра клуб настао 1991. који је током деведесетих био познат као Принципс и Лаинерс. Првенство Летоније освајао је два пута и то у сезонама 2007/08. и 2009/10.
На међународној сцени највећи успех било је освајање ФИБА Еврочеленџа у сезони 2007/08, а тада је у финалу побеђен белгијски клуб Дексија Монс-Ено резултатом 63:62. У сезони 2008/09. надметао се и у Еврокупу, али је испао већ у првој групној фази. Учесник је регионалне Балтичке лиге. 

## Успеси

### Национални
- Првенство Летоније:
  - Првак (2): 2008, 2010.
  - Вицепрвак (3): 2005, 2006, 2009.

### Међународни
- ФИБА Еврочеленџ:
  - Победник (1): 2008.

- Куп Балтичке лиге:
  - Финалиста (1): 2008.

## Познатији играчи
- Давис Бертанс
- Јанис Блумс
- Кибу Стјуарт